# 出草
出草（布農語：kanasan，魯凱語：waulri，太魯閣語：mdkrang，賽夏語：malakem，阿美語：militafad/mifitangal/milifongoh，噶哈巫語：atama taukan/mutep，泰雅語：mgaga，賽德克語: lmaqi，噶瑪蘭語：sataban，鄒語：ozomʉ，拉阿魯哇語: maruvuungu，卡那卡那富語：mu-iri，排灣語: djemulu，撒奇萊雅語: mingayaw，卑南語: mutralun ）是臺灣原住民獵人頭習俗（獵首）的別稱，就是將該人之頭顱割下的行為，在部分文化中與祭祖的人牲有關。
這種行為也存在於世界上各大洲的原住民族，而與臺灣原住民關係密切的南島民族中也有多個民族有這樣的習俗。而由於臺灣原住民長期與其他族群，如漢人與日本人接觸，其獵人頭的習俗常常被漢人與日本人視為野蠻而瞧不起。如清代蔣毓英《臺灣府志》：「好殺人取頭而去，漆頂骨，貯於家，多者稱雄；此則番之惡習也。」認為出草是原住民惡習。客家人《渡臺悲歌》：「生番住在山林內，專殺人頭帶入山。」，又稱：「遇著生番銃一響，登時死在樹林邊，走前來到頭斬去，變無頭鬼落陰間」，但其實臺灣原住民並不是各族都有這樣的習俗，世居於離島蘭嶼的達悟族即無此習俗。

## 出草名稱記載
朱仕玠《小琉球漫誌》：「番以射獵為生，名曰出草。」
黃叔璥《臺海使槎錄》：「捕鹿，名曰出草。」臺灣教育部《國語辭典》：「舊日臺灣原住民埋伏於草叢中，捕殺入侵者或獵取他族的人頭，再將人頭去皮肉，置於髑髏架上，稱為出草。」
可見原本出草指的是打獵，甚至是特指獵鹿。直到後來才被用於殺人獵首的專稱。

## 出草習俗之形成
其習俗之形成，源出於經濟上的需要，也就是為了爭奪生存資源。人類為了生存，必須取得生存所需的自然資源，而資源來自土地，因此對土地的占有，就是對資源的占有，也就是確保了生存所需的資源。所有部族不論其生產力高低，對土地及資源的需要，都是不變。而土地在一定時間內產出資源有限，各部族為了確保己身的生存，在協商過後仍沒有解決爭端的情況下，往往會以暴力的形式來解決爭端，而由此產生了一切的暴力鬥爭，在臺灣原住民之間的這種鬥爭，被稱為「出草」。
由於消滅其他部族的有生力量，就能減少其他部族的人口，降低其對土地的需要和競爭力，也就使自己的部族獲得更多的土地和資源，確保了生存的能力。因此，所謂「出草」便被規定為成年男人的証明和提升社會地位的機制，並成為宗教信仰中祭祖的一環。這些社會制度和文化宗教上對於出草的重視，其根本原因乃是為了維持族人對外敵戰爭的企圖心，增加本部族的競爭力。
另觀達悟族，之所以沒有出草的習俗，就是因為其居於孤懸海外的蘭嶼島，主要的經濟取向是漁業，鬥爭的對象只有大自然，而非其他部族的人類。因此，沒有消滅其他部族人口的需要，而且島上也沒有其他部族的人口可供其出草。

## 泰雅系民族出草之動機

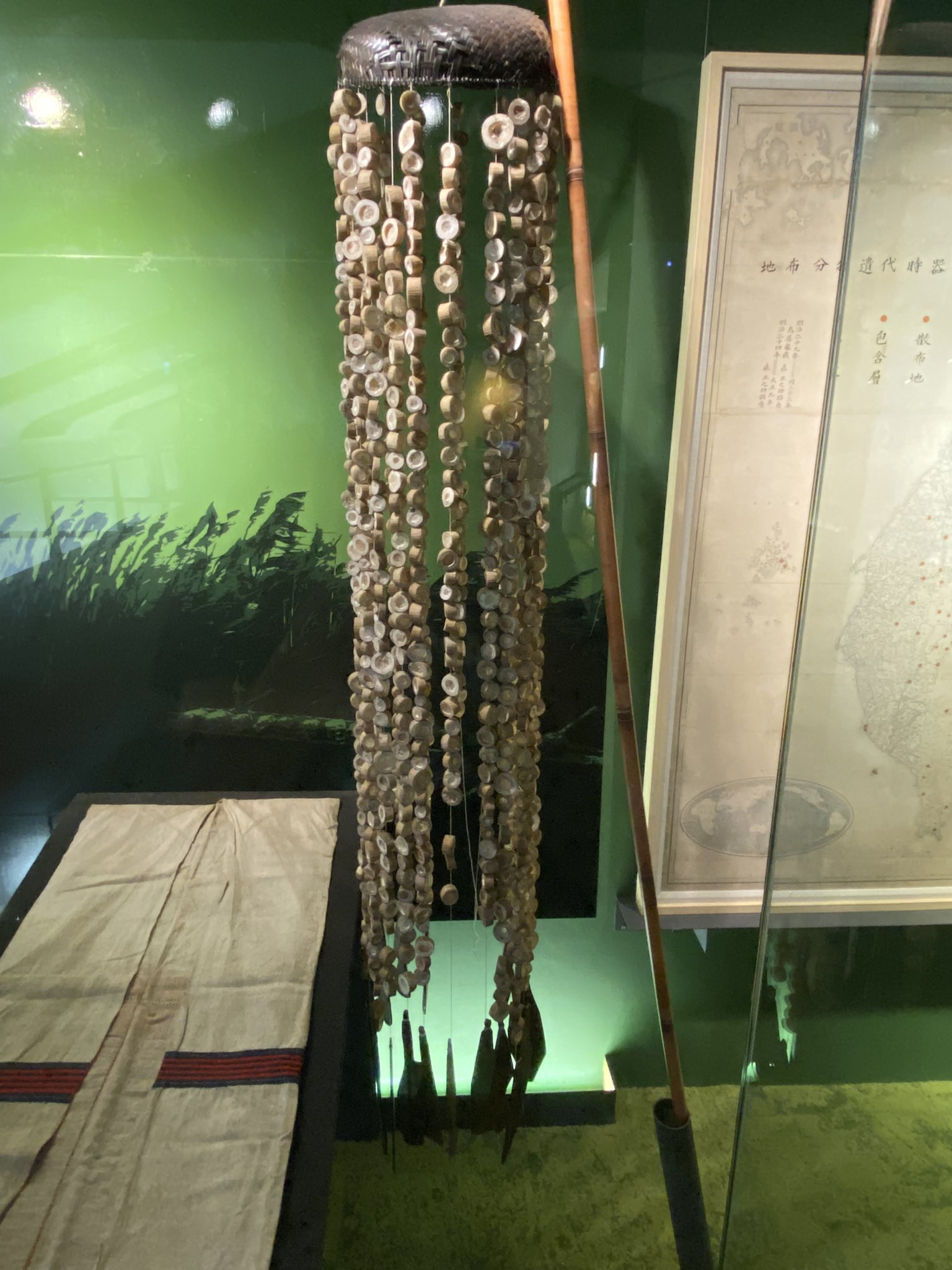
泰雅族馘首守護標幟

其實出草行為是具有複雜動機的。當然，原住民會因為報仇而獵人頭，但是也可以為了祈福而獵人頭，或者是為了表現自己的英勇而獵人頭，甚至是無目的性，純粹為了獵人頭而獵人頭，大部分被害者是與獵首原住民毫無仇隙的第三者——其他部落或平地人。
1. 宗教因素：泰雅系民族認為，頭是靈魂之所在，獵到的頭顱帶有一種神祕的力量，可以用來祭祀祖靈，為族人祈福，同時避免災禍。所以泰雅系民族遇到天災、瘟疫或其他不祥徵兆，會認為是觸怒祖靈，就會去獵人頭、以人頭祭祀，希望祖靈能平息憤怒，保護族人。還有，泰雅系民族相信獵過頭的男子死後靈魂才能進祖靈的居所：彩虹橋。
2. 社會地位：對男人來說，獵人頭的數目關係到社會地位的高低，不會獵頭的男人不能紋面，不被認為是成人，在部落中被歧視，更不可能有任何女人跟他結婚，因此男人也會為了爭奪女子的愛情而獵頭。而獵頭多寡從服裝與紋面與胸上的刺青就看的出來：獵頭多者也會自命英雄，更瞧不起獵頭少的人。
3. 爭執或仇恨：族內中要是有爭執，僵持不下，頭目無法調解時，便會讓爭執的雙方進行死鬥，由勝利者割下頭顱。另一種情形是被人污陷，為了要洗刷嫌疑，就將懷疑自己的人殺害。因為泰雅系民族（含賽德克族、太魯閣族等）相信，祖靈必保佑正義的一方存活，既然是為了正義而戰，所以決鬥獵首是一件極光榮的事。還有一種情形是有家人被獵首，或是與鄰村結怨，為了報復而獵首。此外因為早期的閩南人與客家人來臺拓墾時，因需要取得土地以便耕種，而土地多半掌握在原住民手中；這些漢人或用合法方式以銀錢、農作物等交易取得，或以非法手段騙取或武力強奪。但不論合法或非法，都有可能招致原住民不滿而被獵首。

### 外國學者的紀錄
1. 明鄭時期之前：勇力之象徵。參閱加拿大牧師馬偕台灣回憶錄《福爾摩沙紀事》[12]
2. 明鄭時期後，漢人移民臺灣並与平埔部族杂居（即所謂『熟番』）生存空間，獵殺高山部族（即所謂『生番』），..........平原中為漢人所征服的各族，他們認為是叛徒，..........以漢人的頭為頭等勝利品，也決不忽視『平埔番』的頭顱。[13] 。

## 出草之過程
1. 一般在粟作收穫後至播種前這一段時期內會去出草。
2. 一般情況下出草是集體行動，一定要組織出草隊，每一隊至少有三、四人，多的時候有二三十到四五十人，但通常是十人左右形成一團，推舉其中年長又有智謀的當首領，不一定由出草的發起人為首領。因為出草獵人頭不是戰鬥，屬於一種狩獵，獵到頭之後就要逃走，所以必須事先決定進攻路線與逃脫路線。
3. 要守禁忌，各個部落不同，如：不使爐火熄滅、不向別人借火、不觸生麻及麻絲、不讓隊員家族以外的人進屋、不借物、不贈物、不參與爭議之集團、不喧嘩、不騷動、不說粗話、不進行婚禮、不私通、不姦淫、不手淫、不偷竊、不掃除、不伐木、不紡織、不耕種、不狩獵、不洗臉、不洗衣、不洗碗、不吃蔬菜、不吃橘子、不吃雞肉、不修繕房屋、杵不橫置、起床後被褥不置於床鋪、將每杯的第一口酒向天吐出等。
4. 以前一晚做的是吉夢或者凶夢，決定今天要不要出草。
5. 眾人行前向祖靈祈禱，稟告出草的行程，期望祖靈保佑。
6. 最後依知目鳥的啼法、飛法、距離、回數來占卜出草的吉凶，要是沒有凶相隨即出發。
7. 襲擊：首先，偵查目的地的狀況，在敵人的退路或根據地的周圍偷偷插上尖竹串，以擾亂敵人的行動，隊員前行到現場，利用掩蔽物狙擊行人，或包圍起來攻擊，或將點火的箭矢射到草寮，趁敵人因失火而倉皇之際，攻擊敵人，總是出其不意的傷敵，然後像閃電般跳過去割下頭顱，割頭的對象不分男女老幼，進行屠殺，連嬰兒也不能倖免，但有時他們也把三四歲的幼兒抓回去撫養，這種時候並非為了獲得俘虜，日後他們會把被捕的幼兒，經過一定的儀式，當作自己親生兒女般撫養。
8. 凱旋：獵頭的目的達到後，一行人帶著首級及戰利品在山谷中疾走，隱蔽行蹤，會到放置紀念袋和攜帶品的地點暫時休息，這時他們會把獵到的人頭用寬大的草葉包起來，放進族人日常使用的紀念袋中，把上次留下來的東西收起來，由首領下令凱旋而歸，個人並砍下樹木或把鬼茅的尖端打結，使樹或結的數目與一行人的數目相同，向附近的人誇耀他們的成功，並在途中的岩石放打結的茅草，當作凱旋者通過的紀念，回到蕃社附近，便大喊一聲，宣告他們勝利歸來。
9. 祝宴儀式：先飲血酒再跳獵頭舞蹈。儀式首先宰殺大小牲口，取其血塗於所獵獲首級之面，或灌入首級之口內。獵頭者先飲血酒，亦即把小米酒從首級之口灌入後，又自頸部下方將混著人血的酒盛入杯子來飲。其飲法是二人並肩把口唇就杯口二人共飲（太魯閣族人稱「愛諾米」），照例最先獻與社內最年長者，其餘獻與頭目，最後立功者以共飲形式乾杯，這種共飲血酒有與敵鄰相親睦之意義。
10. 祭首：舉行合社之祝首典禮及招魂儀式。
11. 祝宴結束之翌日，出草隊員所屬之獵團共同出獵。
12. 例祭：有些部落不實施，主要是賽夏族有此習慣，通常在播種儀式前獵獲首級，而在收穫儀式後舉行例祭。
13. 要是出草失敗，會歸咎失敗主要原因為社人違反社規致觸怒祖靈、或獵頭發起人背德忘義，有些部落會直接殺死發起人或違規者，取下他們的首級。也有人會在族內尋找對象殺害，將該人之頭顱獻予祖靈。
14. 或言出草之後，即殺人者與死者靈魂和睦，且供奉其靈魂。但事實上，「出草」完全不能化解冤仇。被出草的部族只要能力許可，必然報復，一樣採取出草的行動，且會殺更多人，以展現威猛之姿。[14][15][16]

## 出草之相關儀式
- 臺灣本島的原住民族中，部落都會有擺放出草所得頭顱的置首架，希望自己及敵人獲得祖靈的庇蔭，並能藉此獲得和解。但在獵首習俗被禁止後，一般置首架上的頭顱皆改以獸骨替代。
- 排灣族的「五年祭」中，族人會圍成一圈並手持長竹竿，一直往上猛刺被拋在空中的頭顱；後來出草的傳統隨著現代法規的宣導而被禁止後，頭顱改由藤球替代。